# Вулиця Родини Бунґе
Ву́лиця Родини Бунґе — вулиця у Святошинському районі міста Києва, місцевість Південна Борщагівка. Пролягає від Пшеничної вулиці до вулиці Дев'ятого Травня. 

## Історія
Вулиця виникла в 60-х роках XX століття під назвою Нова. 1971 року отримала назву Якутська вулиця. Протягом 1970—80-х років вулицю значно розширено і продовжено до теперішніх розмірів.
Сучасна назва на честь київської родини Бунґе, яка впродовж майже 300 років розбудовувала у місті Києві промисловість, науку, освіту, банківську та фармацевтичну галузь — з 2022 року.